# Mi đầu đen
Heterophasia desgodinsi là một loài chim trong họ Leiothrichidae.